# غياثي

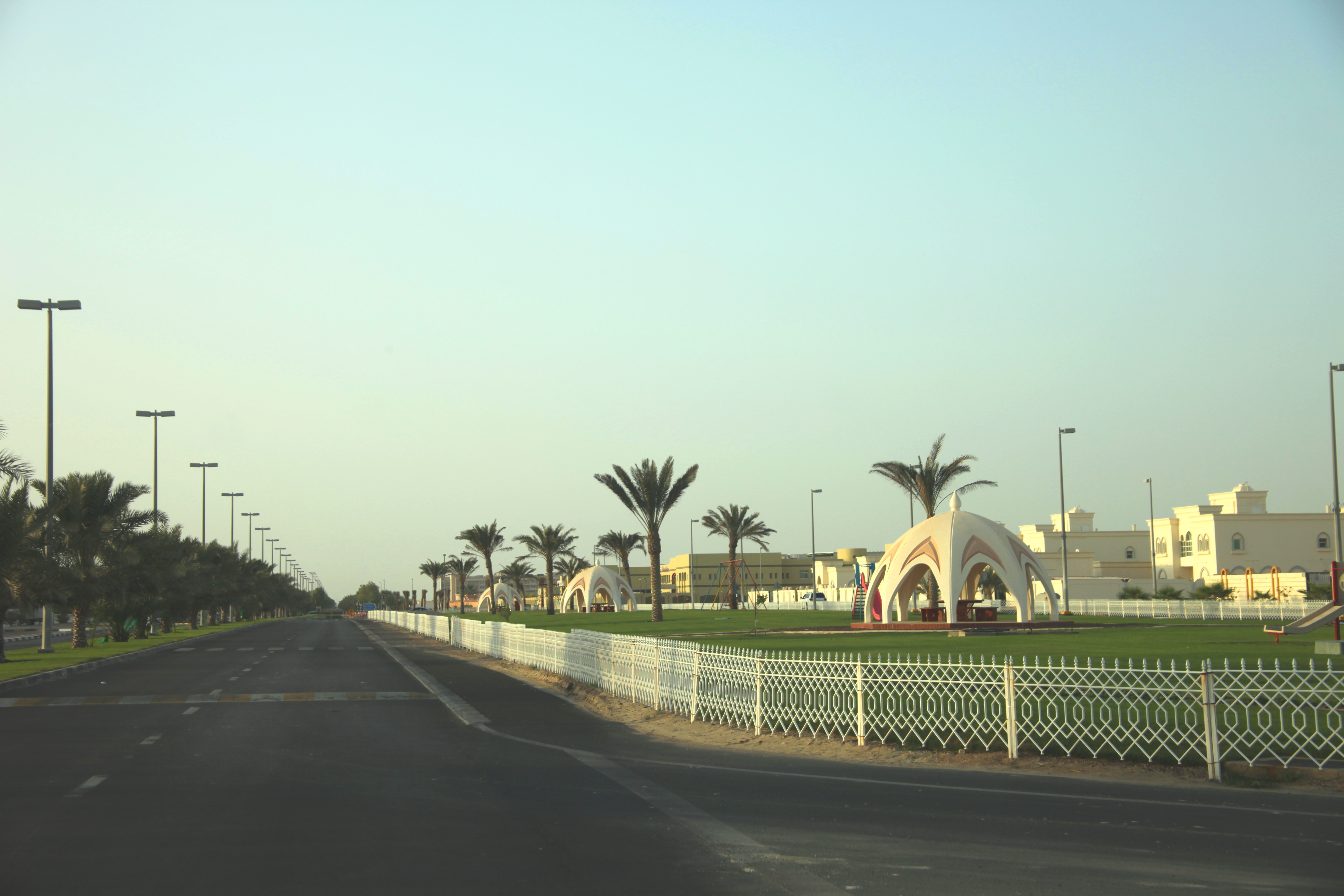

غياثي مدينة صغيرة في المنطقة الغربية من إمارة أبوظبي بدولة الإمارات العربية المتحدة. حاليا يعيش فيها أكثر من 30,000 نسمة. وتقع غياثي على بعد 230 كم من مدينة أبوظبي. عرفت المنطقة كمكان تؤمه جماعات بدوية ترعى الإبل والغنم. في عام 1974 وبعد دراسة مسحية وقع الاختيار على غياثي لتكون مركز لتوطين البدو في مكان واحد. تضمن المشروع توفير المياه وذلك عن طريق حفر الآبار الارتوازية، وسحب الماء بالمضخات، وبناء المساكن الشعبية وتوفير خدمات صحية وتعليمية. تم أيضا إقامة المزارع فيها والي تم توزيعها على السكان. تعتبر غياثي منطقة تاريخية وموطنا للحمضيات والمستحاثات.
ويقطن في غياثي قبيلتان رئيسيتان هما المناصير والمزاريع مع تواجد بعض الفبائل الأخرى.
تتفرع المنطقة إلى مناطق عدة، كالرقية والعقيلة ومزارع جو النظرة، وجو الغدر، وشويهات البحرية ويوجد في غياثي ميدان لسباق الهجن والذي من خلاله تم تشجيع الرياضات التراثيه، وتم في الفترة الأخيرة ادخال بعض المشاريع الانمائيه التي ترتقي بمستوى الخدمات فيها فقد أنشئ مركز الخدمات المتكامله (تم) والذي يضم مجموعة من الجهات التي تقدم خدمات عديده منها غرفة تجارة وصناعة أبوظبي ووزارة الهجرة والجوازات والجنسيه وهيئة الصحة وكذلك وزارة الصناعة وفرع الترخيص والمرور وغيرها من الخدمات العامة لسكان المنطقة.
كما عنيت كذلك دولة الإمارات العربية المتحدة بالتعليم في مدينة غياثي بإنشائها للمدارس الحكوميهة لجميع المراحل حتى المرحة الثانوية، وتم في الفترة الأخيرة إنشاء فرع لكليات التقنية العليا في منطقة الرويس والتي تبعد عن غياثي بحوالي35 كيلومتر.
وتحتوي المدينة على مستشفى غياثي، الذي يقدم الخدمات الصحية والعلاجية للسكان بمستوى عالي وأجهزة حديثة ومتطورة مما وفر على السكان عناء الذهاب إلى أبو ظبي للعلاج، بالإضافة لذلك يوجد مركز لذوي الاحتياجات الخاصة (مركز غياثي للرعاية والتأهيل) التابع لمؤسسة زايد العليا للرعاية الإنسانية والذي يؤمن كافة احتياجات الطلاب من ذوي الاحتياجات الخاصة، كما يوجد في المدينة نادي رياضي، وفندق ويسترن غياثي القريب من مصفاة الرويس.